# Шарміла Освал
Шарміла Освал — засновниця і президент неурядової організації Green Energy Foundation (GEF), а також голова жіночого крила Джайнської міжнародної торгової організації (JITO).

## Кар'єра
У 2009 році неурядова організація Green Energy Foundation (GEF) очолювала програму в Пуні для роботи з громадами та установами для економії енергії за рахунок ефективнішого поводження з відходами. Освал пояснювала, як програма буде зосереджена на освіті, щоб спонукати людей допомогти собі, в тому числі жінкам і дітям, зокрема, для компостування та органічного вирощування овочів.
У 2010 році ГЕФ і ЮНЕСКО запустили освітню програму «Ecovarsity» щодо екологічних проблем, яка, як пояснила Освал, буде працювати з університетами, щоб пропонувати семінари, курси для отримання сертифікатів та курси дистанційного навчання, а також професійні курси та дослідницькі програми.
У 2010 році ГЕФ подав підготовлений ним звіт під назвою «Збір дощової води для подолання дефіциту води в Пуні» меру Пуни Мохансінгху Раджпалу. Освал пояснила, що на завершення дослідження пішло шість місяців, і виступила за те, щоб уряд створив осередок збору дощу та комітет спостереження, щоб допомогти запобігти кризі.
У 2011 році GEF оголосив про проект будівництва громадських туалетів, і Освал пояснила: «Ефект недоступності громадських туалетів для жінок серйозно обмежує мобільність представниць цієї статі та їх здатність ефективно працювати», і що GEF зосередить свої зусилля на найбільш вразливе населення.
У 2012 році ГЕФ запустив проект Arunodaya, щоб розповсюджувати сонячні лампи серед сімей, замінювати свічки та гасові лампи. Освал відзначила відмінності між районами, зайнятими будівництвом, та селами, які були у центрі зусиль НУО.
У 2016 році GEF співпрацював з Міністерством питної води та санітарії Союзу над впровадженням моделі збору дощової води та простого фільтра для питної води, розробленої неурядовою організацією. Освал подорожувала з Пуни до Маратвади і отримала від мешканців хороші відзиви. Її мета полягала в тому, щоб заохочувати збір дощової води перед сезоном мусонів, щоб уникнути кризи. Просвітницька діяльність Освал для проекту включала її участь в якості експерткт в семінарі з водної дипломатії Массачусетського технологічного інституту в 2017 році.
У 2017 році Jain International Trade Organization (JITO), бізнес і професійна асоціація, запустили проєкт з навчання волонтерів заохочувати транзакції в цифровій валюті замість готівки. Освал виступала за цифрові транзакції для зменшення корупції. У 2017 році JITO також запустила програму «Jito Women Digital Warriors», яку очолює Освал, для навчання жінок операціям у цифровій валюті, яку Освал відстоювала «для просування цифрової економіки в кожнен будинок, ринок, громаду та країну». Освал запустила сторінку у Facebook для просування кампанії і сказала, що реакція на кампанію була обнадійливою, в тому числі з боку прем'єр-міністра Моді.

## Відзнаки та нагороди
- Жінка року Ротарі Інтернешнл у 2007 році

## Особисте життя
Сім'я Освал має бізнес, який виробляє системи переробки стічних вод.